# Голубєв Володимир Євгенович
Володимир Євгенович Голубєв (рос. Владимир Евгеньевич Голубев; 16 квітня 1950, Ленінград — 19 вересня 2022) — радянський футболіст, що грав на позиції захисника, а згодом тренер, футбольне життя якого було повністю присвячене ленінградському «Зеніту».
Грав за національну збірну СРСР.

## Клубна кар'єра
Вихованець ленінградської СДЮШОР «Зеніт». У дорослому футболі дебютував 1968 року виступами за головну команду «Зеніта», кольори якої і захищав протягом усієї своєї кар'єри гравця, що тривала чотирнадцять років. Більшість часу, проведеного у складі «Зеніта», був основним гравцем захисту команди. Загалом провів 384 матчі в її складі в усіх турнірах, що є одним з найкращих показників в історії «Зеніта».

## Виступи за збірну
1977 року дебютував в офіційних матчах у складі національної збірної СРСР товариським матчем проти збірної Польщі. Наступного року провів ще дві товариські гри за радянську збірну, після чого до її лав не залучався.

## Кар'єра тренера
У 1980-х перебував на тренерській роботі в «Зеніті». Двічі очолював тренерський штаб головної команди клубу — у 1987 та 1989 роках.
Протягом 2006—2008 років був головним тренером другої команди «Зеніта».
| Дата       | Місто     | Господарі | Результат | Гості     | Турнір           | Голи | Примітки |
| ---------- | --------- | --------- | --------- | --------- | ---------------- | ---- | -------- |
| 07/09/1977 | Волгоград | СРСР      | 4 – 1     | Польща    | товариський матч | -    |          |
| 26/02/1978 | Марракеш  | Марокко   | 2 – 3     | СРСР      | товариський матч | -    |          |
| 05/04/1978 | Єреван    | СРСР      | 10 – 2    | Фінляндія | товариський матч | -    |          |
| Усього     |           | Матчів    | 3         |           | Голів            | 0    |          |